# 白头钩盲蛇
白头钩盲蛇（学名：Indotyphlops albiceps）为盲蛇科印度盲蛇属的爬行动物。分布于缅甸、泰国、马来西亚以及中国大陆的香港等地，生活习性为穴居。该物种的模式产地在泰国。

## 保护
本种于2023年被收录入《有重要生态、科学、社会价值的陆生野生动物名录》。